# Josef Janesch
Josef Janesch (* 13. Februar 1813 in Klagenfurt am Wörthersee; † 24. Juni 1873 ebenda; Alternativschreibung: Joseph) war ein österreichischer Jurist und Politiker.

## Leben
Janesch war der Sohn des Lederermeisters Ferdinand Fortunat Janesch (* 1785 in Laibach) und dessen Ehefrau Katharina geborene Lassnigg (* 9. Juli 1786; † 9. September 1846). Er war römisch-katholischer Konfession und blieb ledig. 
Er studierte Rechtswissenschaft und wurde zum Dr. jur. promoviert. Nach dem Studium war er Jurist in Klagenfurt. 1848 war er Mitgründer und Obmann des Kärntner Volksvereins. Vom 17. Juli 1848 bis zum 4. März 1849 war er Abgeordneter im Provisorischen Kärntner Landtag. Ab dem 6. September 1848 war er auch Mitglied des provisorischen Landtagsausschusses. Vom 6. Dezember 1848 bis zum 7. März 1849 war er für den Bezirk Spittal Abgeordneter im Reichstag. und nach 1849 Sekretär der Kärntner Landschaft.
Nach der Einrichtung des Kärntner Landtags im Jahr 1861 gehörte er diesem in der ersten Wahlperiode vom 6. April 1861 bis zum 2. Januar 1867 an und war Sekretär der Landesregierung.